# Botanophila monticola
Botanophila monticola är en tvåvingeart som först beskrevs av Karl 1932.  Botanophila monticola ingår i släktet Botanophila och familjen blomsterflugor. Inga underarter finns listade i Catalogue of Life.